# Escuelas Públicas de Kansas City, Kansas
Las Escuelas Públicas de Kansas City, Kansas (Kansas City, Kansas Public Schools) es un distrito escolar de Kansas. Tiene su sede en Kansas City. El consejo escolar del distrito tiene siete miembros.

## Escuelas

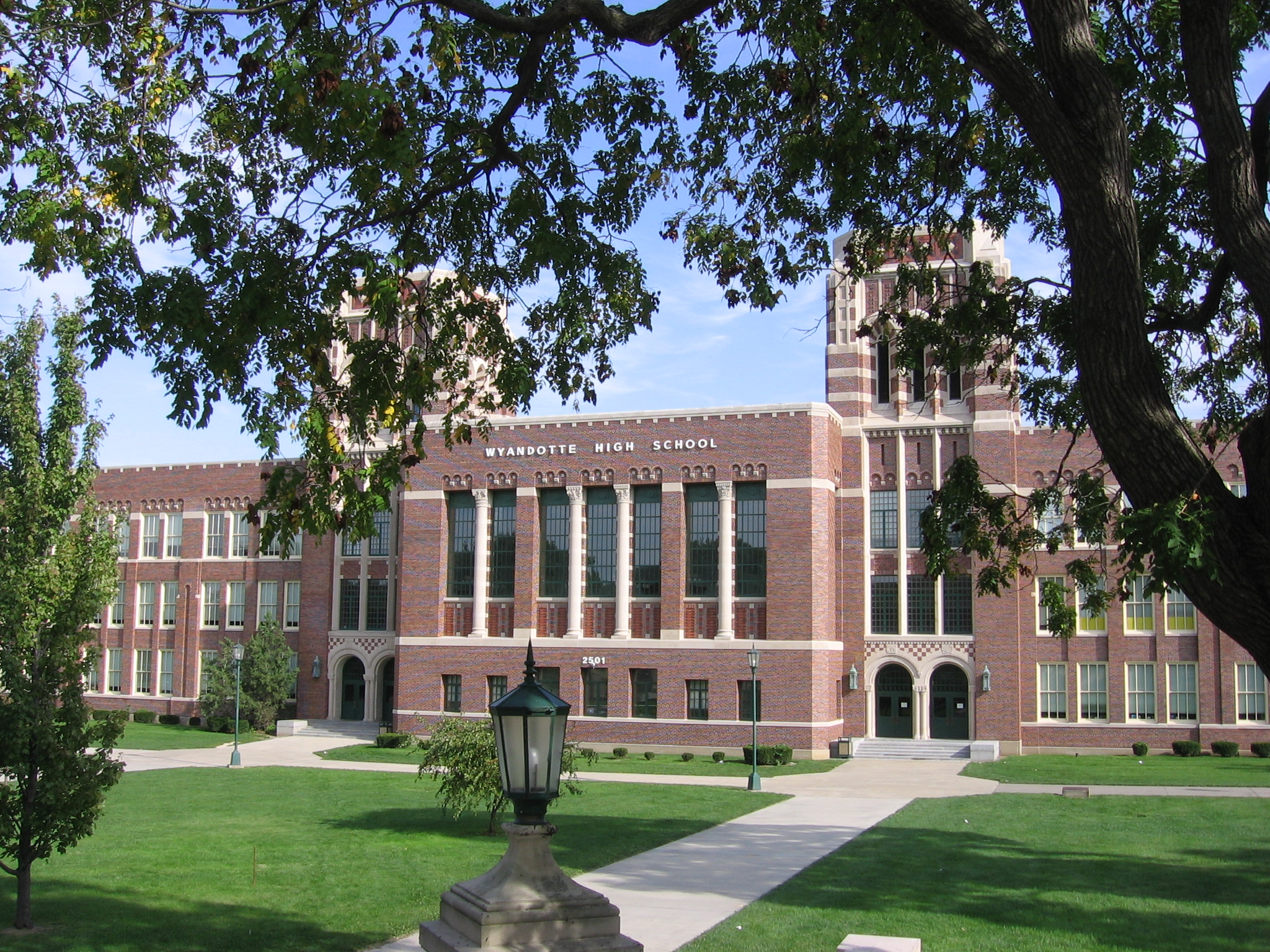
Wyandotte High School

Escuelas preparatorias:
- J. C. Harmon
- F. L. Schlagle
- Washington
- Wyandotte
- Sumner Academy